# Bend Sinister
Bend Sinister (pl. Skośnie w lewo, Z nieprawej strony, Nieprawe godło) – anglojęzyczna powieść Vladimira Nabokova, opublikowana w Nowym Jorku w 1947 roku. Utwór jest antyutopią. Opowiada o losach filozofa Adama Kruga, mieszkającego w fikcyjnym europejskim kraju totalitarnym i próbującego zachować niezależność od władzy. 

## Powstanie i publikacja powieści
- 1941 – Nabokov rozpoczął pisanie powieści.
- 25 maja 1946 – powieść została ukończona i przepisana.
- czerwiec 1947 – utwór został opublikowany w nowojorskim wydawnictwie Henry Holt and Company.
- marzec 1960 – ukazała się pierwsza brytyjska edycja powieści w wydawnictwie Weidenfield i Nicolson.
- 1961 – ukazał się przekład na język niderlandzki. Kolejnymi przekładami były: niemiecki, włoski, hiszpański, francuski, japoński[1].

### Publikacja w języku polskim
- 1990 – wydawnictwo CDN opublikowało przekład powieści, autorstwa Macieja Słomczyńskiego pod tytułem Skośnie w lewo.
- 1995 – nakładem Wydawnictwa Literackiego ukazał się przekład Rafała Śmietany zatytułowany Z nieprawej strony.
- 2006 – wydawnictwo Muza SA wydało przekład Michała Kłobukowskiego pod tytułem Nieprawe godło.

## Tytuł

W heraldyce bend sinister oznacza pas biegnący skośnie w dół od lewego boku tarczy

Początkowo utwór miał nosić tytuł A Person from Porlock (Osoba z Porlock). Jest to aluzja do mężczyzny, który, przychodząc niespodziewanie, zakłócił pracę Samuela Coleridge'a nad poematem Kubla Khan, który mu się przyśnił. Wizyta mężczyzny z Porlock, spowodowała, że poeta zapomniał dalszą część utworu. Nabokov rozważał również tytuł Vortex (Wir) oraz Game to Gunm (Game do Gunm). Ten ostatni to napis na grzbiecie dziesiątego tomu Encyklopedii Britanniki, oznaczający zawartość haseł. Słowo game oznacza grę, a gunm to skrót od gunmetal (spiż), zawierający w sobie również słowo gun – broń palna. Przez pewien czas utwór nosił również prowizoryczny tytuł Solus Rex, oznaczający w terminologii szachowej sytuację, w której jeden z graczy posiada na szachownicy tylko jedną figurę – króla.
Ostateczny tytuł Bend Sinister jest terminem heraldycznym, oznaczającym pas lub szarfę biegnącą po przekątnej od lewego górnego rogu tarczy. Bywa uznawany (według Nabokova niesłusznie) za znak pochodzenia z nieprawego łoża. Słowo sinister to również w języku angielskim "złowrogi", "ponury". 
Tytuł określa więc groźną i złą rzeczywistość, skrzywiony świat występujący w powieści

## Streszczenie powieści
Akcja powieści dzieje się w bliżej nieokreślonym kraju europejskim, w którym trwa właśnie przewrót – władza zostaje przejęta przez dyktatora Paduka i zwolenników doktryny "ekwilizmu", promującej przeciętność i absolutną równość. Główny bohater, filozof Adam Krug, dowiaduje się, że jego ukochana żona, Olga, zmarła w wyniku nieudanej operacji. Decyduje się nie informować o tym swojego malutkiego synka, Dawida. Tej samej nocy Krug zostaje wezwany na uniwersytet, na którym pracuje. Jego koledzy przygotowują się tam do podpisania manifestu, w którym ogłaszają swoją całkowitą lojalność wobec nowej władzy. Mają nadzieję, że filozof, który uczęszczał wraz z Padukiem do szkoły, zaniesie dyktatorowi tenże manifest. Krug jednak odżegnuje się od wszelkiej zażyłości z Padukiem, mówi że w okresie szkolnym nazywał nowego władcę "Ropuchem" i często się nad nim znęcał. Nie podpisuje również manifestu, poprawia w nim jedynie błędy interpunkcyjne. Następnego dnia wyjeżdża wraz z synkiem poza miasto i zamieszkuje w daczy Maksymowa. Maksymow próbuje przekonać Kruga do opuszczenia kraju, sądzi, że nowa władza nie pozwoli tak wybitnemu filozofowi na zachowanie neutralności. Krug jest jednak spokojny o swój los. Jednak już tego samego dnia, po powrocie ze spaceru, orientuje się, że Maksymow i jego żona zostali aresztowani. Krug wraca do miasta. Tam przekonuje się, że naciski na niego nie ustają – aresztowani zostają jego przyjaciele – Iskr i Jacobian. Z kolei jego służąca, Klaudyna, zastraszona przez agentów rządowych, zrezygnowała z pracy. Na jej miejsce zgłosiła się jedynie nieznana mu Marietka, która wkrótce zaczęła usilnie i bezskutecznie próbować go uwieść. Tymczasem Krug, próbując uwolnić aresztowanych przyjaciół, zgadza się na osobistą rozmowę z Padukiem. Dyktator oferuje mu stanowisko rektora uniwersytetu i podsuwa przemówienie, które filozof miałby wygłosić, aby wyznać lojalność wobec władzy. Zniesmaczony Krug odmawia. Niedługo po tym spotkaniu, bohater otrzymuje tajemniczy list, w którym antykwariusz Peter Quist obiecuje mu pomóc w przedostaniu się za granicę. Krug udaje się na spotkanie z nim i łatwowiernie godzi się na jego propozycję, nie dostrzegając w nim rządowego agenta.  Pewnego wieczoru do mieszkania Kruga wdzierają się funkcjonariusze władzy i odbierają filozofowi synka. Jednocześnie okazuje się, że Marietka od początku pracowała dla rządu. Zdesperowany filozof godzi się na wszystko, byle tylko mógł odzyskać Dawida. Tymczasem okazuje się jednak, że chłopczyk został omyłkowo wytypowany do udziału w okrutnym eksperymencie naukowym, polegającym na podsuwaniu brutalnym przestępcom małych dzieci, na których mogliby wyładowywać swoją agresję. Dawid umiera. Władza próbuje skusić Kruga obietnicą wystawnego pogrzebu synka i możliwości osobistej zemsty na jego mordercach, ten jednak pozostaje już obojętny na wszystko. W końcu rząd ogłasza, że wszyscy aresztowani przyjaciele filozofa zostaną rozstrzelani, jeśli ten nie zgodzi się na współpracę. Krug, widząc ich przed plutonem egzekucyjnym, nagle zdaje sobie sprawę, że jest tylko postacią w powieści, wpada w obłęd i popełnia samobójstwo.

## Ekwilizm
Ekwilizm to nazwa fikcyjnej, występującej w powieści doktryny filozoficznej, stanowiącej parodię wszelkich ideologii egalitarystycznych, m.in. komunizmu. Jego twórcą jest Fradrik Skotoma. Według Skotomy: 

Na każdym poziomie światłoczasu istniała (...) przeliczalna suma ludzkiej świadomości, podzielonej między mieszkańców Ziemi. Podział ten był jednak nierówny i tu właśnie tkwiło źródło wszystkich (...) nieszczęść. Ludzie (...) są jedynie naczyniami, zawierającymi różne porcje tej zasadniczo niezróżnicowanej świadomości. Pojemność ludzkich naczyń daje się wszelako  (...) regulować.

 Skotoma uznawał, że wyższość ekwilizmu nad komunizmem i religią polega na tym, że nie koncentruje się tylko na równości ekonomicznej (która jest niemożliwa do zaprowadzenia) i sprawiedliwości po śmierci (która nie daje ludziom pełnej satysfakcji). Skotoma nie sprecyzował w jaki sposób ekwilizm miałby być wprowadzony i umarł niedługo po opublikowaniu traktatu. 
Ideologia ekwilizmu została wprowadzona w powieści przez dyktaturę Paduka i jego Partię Przeciętnego Człowieka. 

## Nawiązania do polityki
Chociaż Nabokov wielokrotnie podkreślał, że literatura nie powinna zajmować się sprawami polityki i ideologii, powieść Bend Sinister zawiera nawiązania do rzeczywistych systemów totalitarnych XX wieku:
- godło nowej władzy jest uderzająco podobne do zmiażdżonego, zwichrowanego, ale jeszcze podrygującego pająka[8]. Tym samym przypomina swastykę, będącą jednym z symboli używanych przez nazizm[9].
- dyktatura Paduka, podobnie jak hitlerowskie Niemcy, używa czerwono-czarnej chorągwi.
- nazwa miasta Padukrad przypomina Leningrad[9]
- w gazetach drukowane są wiersze, przypominające utwory Majakowskiego, pisującego m.in. utwory na cześć Lenina i rewolucji[9].
- w kraju, w którym ma miejsce akcja powieści, mówi się językiem łączącym w sobie cechy języka słowiańskiego i germańskiego oraz po niemiecku i rosyjsku, nawiązuje do krajów, w których panowały dwa wielkie totalitaryzmy XX wieku[9].
- Skotoma, twórca fikcyjnej doktryny ekwilizmu, może być uznany za parodię postaci Marksa[5].